# Spanisch-Westafrika

Spanische Besitzungen im Nordwesten Afrikas (Stand 1916, vor den Zusammenlegungen)

Spanisch-Westafrika (spanisch África Occidental Española) bezeichnete eine spanische Kolonie in Nordwest-Afrika, die 1946 mit dem Zusammenschluss der spanischen Besitztümer Ifni und Spanisch-Sahara entstand. Sie war über 250.000 km² groß, Hauptstadt war der Ort Villa Bens, der allerdings außerhalb der Kolonie im Protektorat Kap Juby lag, das formal als spanisch verwalteter Teil Marokkos galt. Amtssprachen waren Spanisch und Arabisch. 1955 hatte die Kolonie etwa 83.000 Einwohner. Nach dem Ifni-Krieg 1958 wurde die Kolonie wieder in die „Überseeprovinz Spanisch-Sahara“ (Provincia Española del Sáhara) und Ifni geteilt.

## Geschichte
Bereits 1934 wurde der Hochkommissar von Spanisch-Marokko gleichzeitig Gouverneur von Ifni, Saguia el Hamra und Río de Oro. Mit der Etablierung der spanischen Herrschaft begann auch eine intensive Suche nach mineralischen Rohstoffen. 1949 wurden in Spanisch-Westafrika bedeutende Phosphatvorkommen entdeckt. Die gesamte spanische Zivil-Verwaltung umfasste im Jahr 1952 216 Personen, davon 155 Einheimische. Das Budget betrug im gleichen Jahr 19,7 Millionen Peseten, wovon die Hälfte für die Polizei ausgegeben wurde.
Zu Beginn der 1950er Jahre nahmen lokale Stammeskrieger an Kämpfen gegen die französische Kolonialmacht in Marokko teil, im Gegenzug bot die marokkanische Regierung nach der Unabhängigkeit Marokkos im Jahre 1956 ihre Hilfe im Kampf gegen die spanischen Kolonialherren an. Reguläre marokkanische Truppen griffen gemeinsam mit Stammeskriegern spanische Grenzposten und Stützpunkte an, was sich 1957/58 zum Ifni-Krieg ausweitete. Am 12. November 1957 erhob Marokko formal Anspruch auf Spanisch-Westafrika. Nach einer spanischen Offensive im Januar/Februar 1958 waren die marokkanischen Streitkräfte in die Defensive geraten, so dass im April 1958 der Krieg durch das Abkommen von Angra de Cintra beendet war. Das bis dahin vom Gouverneur Spanisch-Westafrikas verwaltete Kap Juby, der südliche Teil des Protektorates Spanisch-Marokko fiel an Marokko zurück, während die administrativ wieder getrennten Gebiete Ifni und Spanisch-Sahara weiter unter Spaniens Kontrolle verblieben.